# Real e Venerável Irmandade do Santíssimo Sacramento de Mafra
| Wappen                  | Wappen                    |
| ----------------------- | ------------------------- |
| Wappen des Bruderschaft |                           |
|                         |                           |
| Basisdaten              |                           |
| Rechtsstatus            | Bruderschaft              |
| Sitz der Bruderschaft   | Mafra, Portugal           |
| Schutzpatron            | Allerheiligstes Sakrament |

Die Königliche und Ehrwürdige Bruderschaft des Allerheiligsten Sakraments von Mafra (portugiesisch: Real e Venerável Irmandade do Santíssimo Sacramento de Mafra) ist eine öffentliche Vereinigung von Gläubigen der katholischen Kirche. Ihr Sitz befindet sich im Palácio Nacional de Mafra, der größten Schloss- und Klosteranlage Portugals, die 2019 offiziell zum UNESCO-Welterbe erklärt wurde. Zu ihren Aufgaben gehört insbesondere die Aufsicht über die Fronleichnamsprozession und die Durchführung der vier Prozessionen in der Fastenzeit in der Stadt Mafra.
Die Bruderschaft ist im Besitz bedeutenden Kulturerbes. Dazu gehört das Hemd, das der französische König Ludwig XV. bei seiner Krönung in der Kathedrale von Reims trug, und das dem portugiesischen König Johann V. überreicht wurde.

## Geschichte

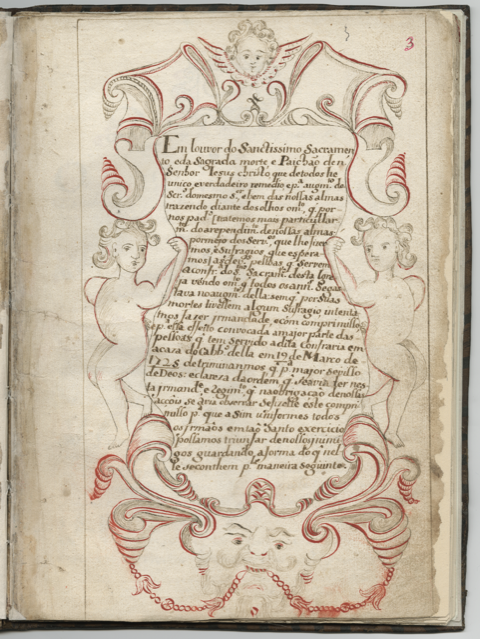
Statut von 1725

Die Bruderschaft wurde erstmals am 14. März 1597 erwähnt, als ihr in einem Testament 1.100 Réis zugesprochen wurden. Das Statut vom 5. Juli 1725, das am 19. Juli desselben Jahres von Kardinal Tomás de Almeida (1670–1754) ratifiziert wurde, ist erhalten geblieben.
1866 erhielt die Bruderschaft den Besitz des damals aufgelösten Dritten Ordens der Franziskaner von Mafra, unter der Bedingung, jedes Jahr die zuvor von den Franziskanern durchgeführte Prozession abzuhalten.
Die Bruderschaft genoss  bis zur Ausrufung der Republik am 5. Oktober 1910 den Schutz der Könige Portugals, Manuel II., letzter König von Portugal, war ständiger Leiter ehrenhalber der Bruderschaft.

## Prozessionen in der Fastenzeit

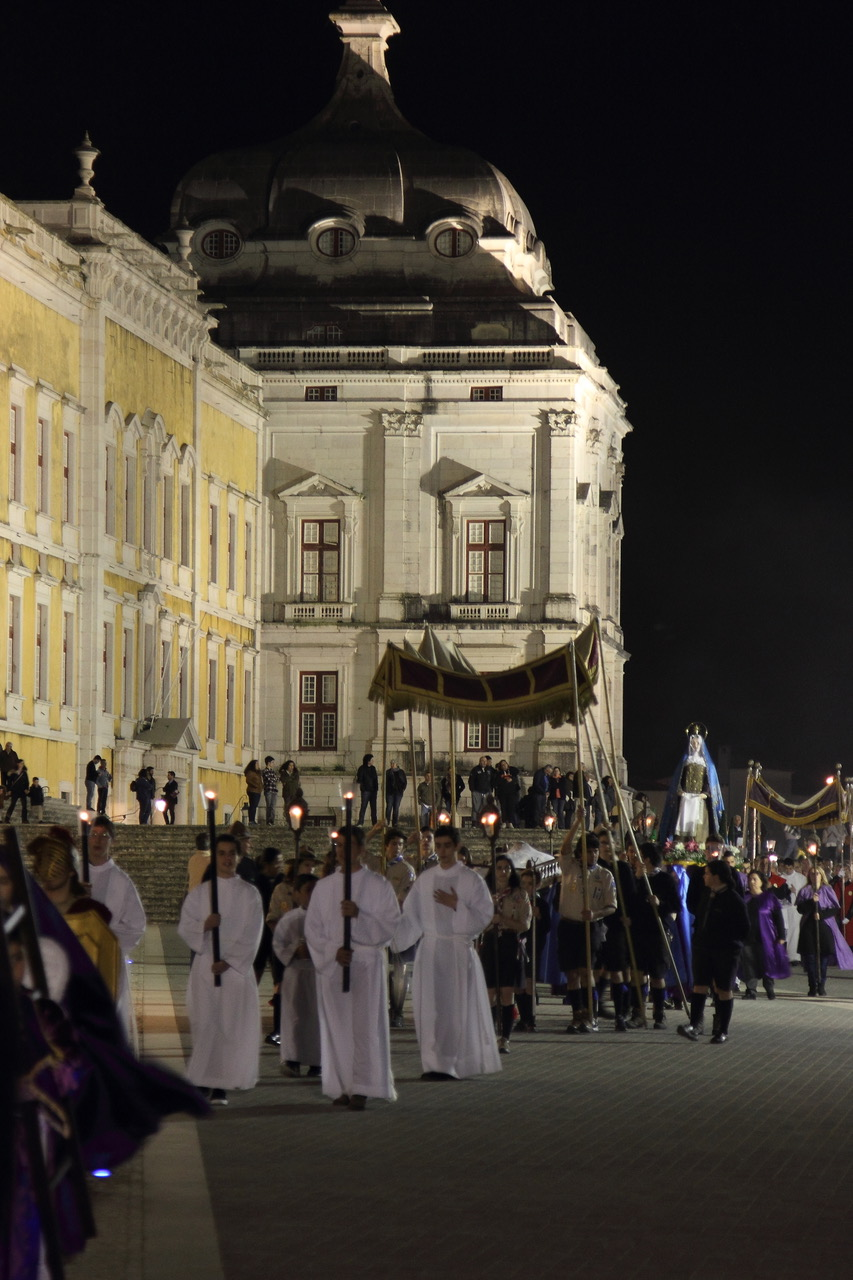
Karfreitagsprozession der Grablegung Christi, Mafra

Die Prozessionen in Mafra haben viele Züge des Barock bewahrt. Sie gehören zu den bedeutendsten und originellsten Kulturveranstaltungen in Portugal.
In seinem Tagebuch beschreibt der englische Reisende William Beckford Ende des 18. Jahrhunderts eine Prozession in der Halle De Profundis im Klosterkonvent.
Die Prozessionen in der Fastenzeit in der Stadt Mafra sind:
- Passionsprozession (portugiesisch: Procissão do Senhor Jesus dos Passos) – Zweiter Fastensonntag;
- Bußprozession des Dritten Ordens der Franziskaner (portugiesisch: Procissão de Penitência da Ordem Terceira de São Francisco) – Vierter Fastensonntag;
- Prozession der Sieben Schmerzen Mariens (portugiesisch: Procissão das Sete Dores de Nossa Senhora) – Palmsonntag;
- Prozession der Grablegung Christi (portugiesisch: Procissão do Enterro do Senhor) – Karfreitag.